# Halecium flabellatum
Halecium flabellatum är en nässeldjursart som beskrevs av John Fraser 1935. Halecium flabellatum ingår i släktet Halecium och familjen Haleciidae. Inga underarter finns listade i Catalogue of Life.